# Concursul Muzical Eurovision 2007
Concursul Muzical Eurovision 2007 a fost cea de-a 52-a ediție a Eurovisionului și a fost găzduită de Finlanda în Arena multifuncțională Haertwall. Semifinala a avut loc pe data de 10 mai 2007, iar marea finală a avut loc pe data de 12 mai 2007.

## Semifinala
| #  | Țară                | Cântec                       | Artist                           | Traducere                               | Locul | Puncte |
| 01 | Bulgaria            | Water                        | Elița Todorova & Stoian Iankulov | Apa                                     | 6     | 146    |
| 02 | Israel              | Push The Button              | Teapacks                         | Apasă butonul                           | 24    | 17     |
| 03 | Cipru               | Comme ci comme ça            | Evridiki                         | Așa și-așa                              | 15    | 65     |
| 04 | Belarus             | Work Your Magic              | Dmitri Koldun                    | Folosește-ți magia                      | 4     | 176    |
| 05 | Islanda             | Valentine Lost               | Eiríkur Hauksson                 | Dragoste pierdută                       | 13    | 77     |
| 06 | Georgia             | Visionary Dream              | Sopo Halvași                     | Vis vizionar                            | 8     | 123    |
| 07 | Muntenegru          | Hajde kroči                  | Stevan Faddy                     | Hai, pășește                            | 23    | 33     |
| 08 | Elveția             | Vampires Are Alive           | DJ Bobo                          | Vampirii trăiesc                        | 20    | 40     |
| 09 | Republica Moldova   | Fight                        | Natalia Barbu                    | Luptă                                   | 10    | 91     |
| 10 | Țările de Jos       | On Top Of The World          | Edsilia Rombley                  | În al nouălea cer                       | 21    | 38     |
| 11 | Albania             | Hear My Plea                 | Aida Ndoci & Frederik Ndoci      | Auzi-mi ruga                            | 17    | 49     |
| 12 | Danemarca           | Drama Queen                  | Peter Andersen                   | Regina dramei                           | 19    | 45     |
| 13 | Croația             | Vjerujem u ljubav            | Dragonfly feat. Dado Topić       | Cred în dragoste                        | 16    | 54     |
| 14 | Polonia             | Time To Party                | The Jet Set                      | Timpul pentru petrecere                 | 14    | 75     |
| 15 | Serbia              | Molitva                      | Marija Šerifović                 | Rugăciune                               | 1     | 298    |
| 16 | Cehia               | Malá dáma                    | Kabát                            | Domnișoara                              | 28    | 1      |
| 17 | Portugalia          | Dança Comigo (vem ser feliz) | Sabrina                          | Dansează cu mine (vino să fim fericiți) | 11    | 88     |
| 18 | Republica Macedonia | Mojot svet                   | Karolina Gočeva                  | Lumea mea                               | 9     | 97     |
| 19 | Norvegia            | Ven a bailar conmigo         | Guri Scanke                      | Vino să dansezi cu mine                 | 18    | 48     |
| 20 | Malta               | Vertigo                      | Olivia Lewis                     | -                                       | 25    | 15     |
| 21 | Andorra             | Salvem el món                | Anonymous                        | Salvați lumea                           | 12    | 80     |
| 22 | Ungaria             | Unsubstantial Blues          | Magdolna Rúzsa                   | Blues nesubstanțial                     | 2     | 224    |
| 23 | Estonia             | Partners In Crime            | Gerli Padar                      | Parteneri în crimă                      | 22    | 33     |
| 24 | Belgia              | Love Power                   | The KMG’s                        | Puterea iubirii                         | 26    | 14     |
| 25 | Slovenia            | Cvet z Juga                  | Alenka Gotar                     | Floarea sudului                         | 7     | 140    |
| 26 | Turcia              | Shake It Up Şekerim          | Kenan Doğulu                     | Mișcă, dragostea mea                    | 3     | 197    |
| 27 | Austria             | Get A Life, Get Alive        | Eric Papilaya                    | Bucură-te de viață, începe să trăiești  | 27    | 4      |
| 28 | Letonia             | Questa notte                 | Bonaparti.lv                     | Diseară                                 | 5     | 168    |

## Finala
| #  | Țară                  | Cântec                     | Artist                           | Locul | 'Puncte |
| 01 | Bosnia și Herțegovina | Rijeka bez imena           | Marija Sestić                    | 11    | 106     |
| 02 | Spania                | I Love You mi vida         | D'Nash                           | 20    | 43      |
| 03 | Belarus               | Work Your Magic            | Dmitri Coldun                    | 6     | 145     |
| 04 | Irlanda               | They Can't Stop The Spring | Dervish                          | 24    | 5       |
| 05 | Finlanda              | Leave Me Alone             | Hanna Pakarinen                  | 17    | 53      |
| 06 | Republica Macedonia   | Mojot svet                 | Karolina Gočeva                  | 14    | 73      |
| 07 | Slovenia              | Cvet z Juga                | Alenka Gotar                     | 15    | 66      |
| 08 | Ungaria               | Unsubstantial Blues        | Magdolna Rúzsa                   | 9     | 128     |
| 09 | Lituania              | Love Or Leave              | 4Fun                             | 21    | 28      |
| 10 | Grecia                | Yassou Maria               | Sarbel                           | 7     | 139     |
| 11 | Georgia               | Visionary Dream            | Sopo Halvași                     | 12    | 98      |
| 12 | Suedia                | The Worrying Kind          | The Ark                          | 18    | 51      |
| 13 | Franța                | L'amour à la française     | Les Fatals Picards               | 22    | 19      |
| 14 | Letonia               | Questa notte               | Bonaparti.lv                     | 16    | 54      |
| 15 | Rusia                 | Song # 1                   | Serebro                          | 3     | 207     |
| 16 | Germania              | Frauen regier'n die Welt   | Roger Cicero                     | 19    | 49      |
| 17 | Serbia                | Molitva                    | Marija Šerifović                 | 1     | 268     |
| 18 | Ucraina               | Dancing Lașa Tumbai        | Verka Serdiucika                 | 2     | 235     |
| 19 | Regatul Unit          | Flying The Flag (For You)  | Scooch                           | 23    | 19      |
| 20 | România               | Liubi, liubi, I Love You   | Todomondo                        | 13    | 84      |
| 21 | Bulgaria              | Water                      | Elița Todorova & Stoian Iankulov | 5     | 157     |
| 22 | Turcia                | Shake It Up Şekerim        | Kenan Doğulu                     | 4     | 163     |
| 23 | Armenia               | Anytime You Need           | Hayko                            | 8     | 138     |
| 24 | Republica Moldova     | Fight                      | Natalia Barbu                    | 10    | 109     |

## Comentatori
| - Andorra - Meri Picart & Josep Lluís Trabal - Armenia - Gohar Gasparian - Austria - Andi Knoll - Belarus - Denis Kurian & Alexander Tihanovici - Belgia - Jean-Pierre Hautier & Jean-Louis Lahaye (RTBF) / André Vermeulen & Anja Daems (Vlaamse Radio- en Televisieomroep) - Bosnia și Herțegovina - Dejan Kukric - Bulgaria - Georgi Kușvaliev & Elena Rosberg - Croația - Duško Čurlić - Cipru - Vasso Komninou - Cehia - Katerina Kristelová - Danemarca - Søren Nystrøm Rasted & Adam Duvå Hall - Estonia - Marko Reikop - Finlanda - Heikki Paasonen & Ellen Jokikunnas & Asko Murtomäki (fi) / Thomas Lundin (sv) - Franța - Julien Lepers & Tex - Macedonia de Nord - Milanka Rašic - Germania - Peter Urban - Grecia - Fotis Sergoulopoulos & Maria Bakodimou - Ungaria - Gábor Gundel Takács - Islanda - Sigmar Guðmundsson - Irlanda - Marty Whelan | - Letonia - Karlis Streips - Lituania - Darius Užkuraitis - Malta - Antonia Micallef - Muntenegru - Dražen Bauković, Tamara Ivanković - Țările de Jos - Cornald Maas & Paul de Leeuw (doar finala) - Norvegia - Per Sundnes - Polonia - Artur Orzech - Portugalia - Isabel Angelino and Jorge Gabriel - România - Andreea Demirgian - Rusia - Iuri Aksiuta and Elena Batinova - Serbia - Duška Vučinić-Lučić - Slovenia - Mojca Mavec - Elveția - Bernhard Thurnheer (Schweizer Fernsehen), Jean-Marc Richard (Télévision Suisse Romande), Claudio Lazzarino and Sandy Altermatt (Radiotelevisione Svizzera di lingua Italiana) - Spania - Beatriz Pécker - Suedia - Kristian Luuk and Josef Sterzenbach - Turcia - Hakan Urganci - Ucraina - Timur Miroșnîcenko - Regatul Unit - Paddy O'Connell & Sarah Cawood (semi-finala) & Terry Wogan (finala) (BBC TV), Ken Bruce (BBC Radio 2) |

## Prezentatorii voturilor
| - Albania - Leon Menkshi - Andorra - Marian van de Wal - Armenia - Sirusho - Austria - Eva Pölzl - Belarus - Juliana - Belgia - Maureen Louys - Bosnia și Herțegovina - Vesna Andree Zaimović - Bulgaria - Mira Dobreva - Croația - Barbara Kolar - Cipru - Alex Michael - Cehia - Andrea Savane - Danemarca - Susanne Georgi - Estonia - Laura Põldvere - Finlanda - Laura Voutilainen | - Franța - Vanessa Dolmen - Macedonia de Nord - Elena Risteska - Georgia - Neli - Germania - Thomas Hermanns - Grecia - Alexis Kostalas - Ungaria - Éva Novodomszky - Islanda - Ragnhildur Steinunn Jónsdóttir - Irlanda - Linda Martin - Israel - Jason Danino-Holt - Letonia - Janis Šipkevics - Lituania - Lavija Šurnaite - Malta - Mireille Bonello - Țările de Jos - Paul de Leeuw (cele 12 puncte au fost anunțate Edsilia Rombley) - Norvegia - Synnøve Svabø | - Polonia - Maciej Orłoś - Portugalia - Francisco Mendes - România - Andreea Marin Bănică - Rusia - Iana Ciurikova - Serbia - Maja Nikolić - Slovenia - Peter Poles - Spania - Ainhoa Arbizu - Suedia - André Pops - Elveția - Sven Epiney - Turcia - Meltem Yazgan - Ucraina - Iuri Hromnițki - Regatul Unit - Fearne Cotton |

## Galerie

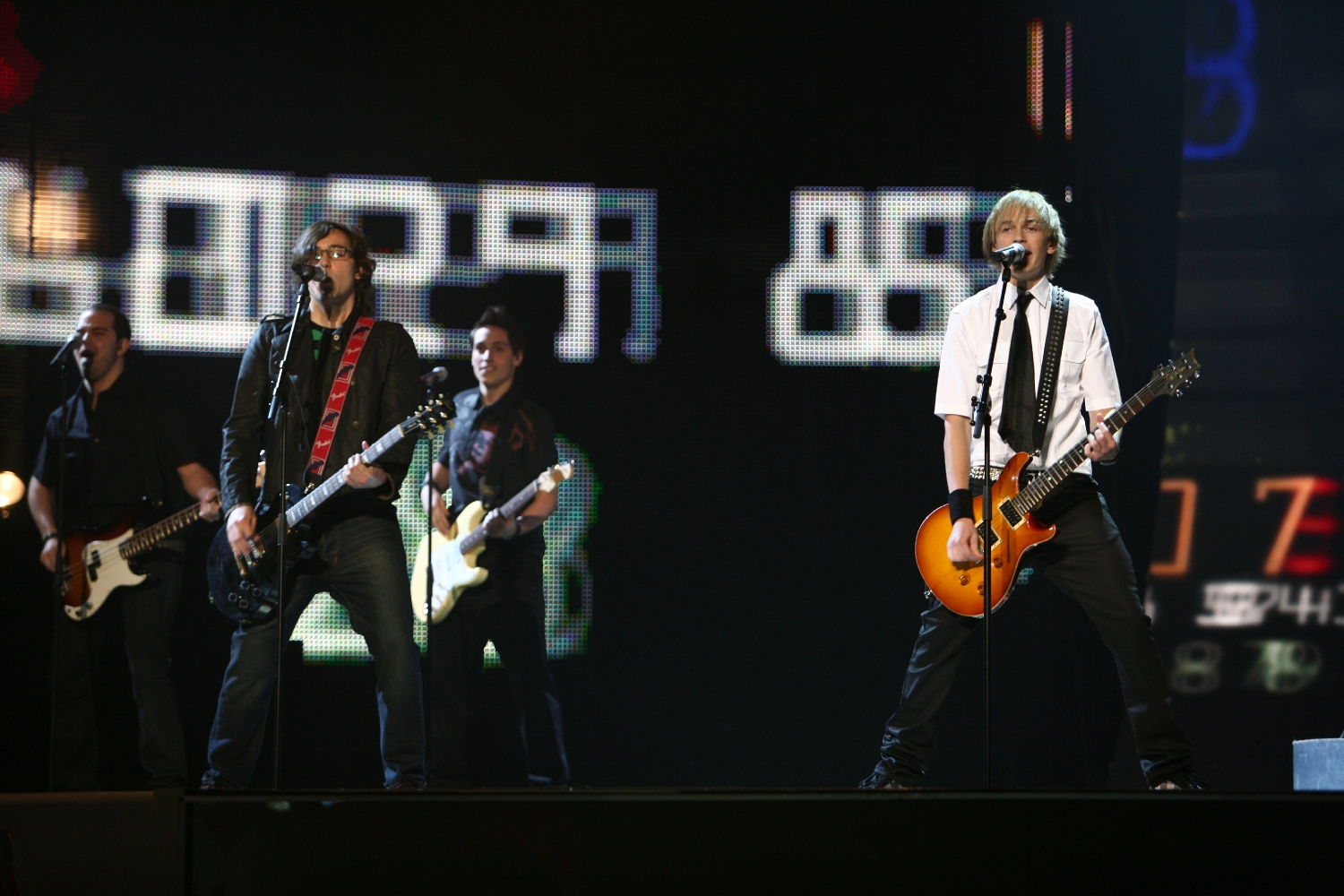
Anonymous, Andorra
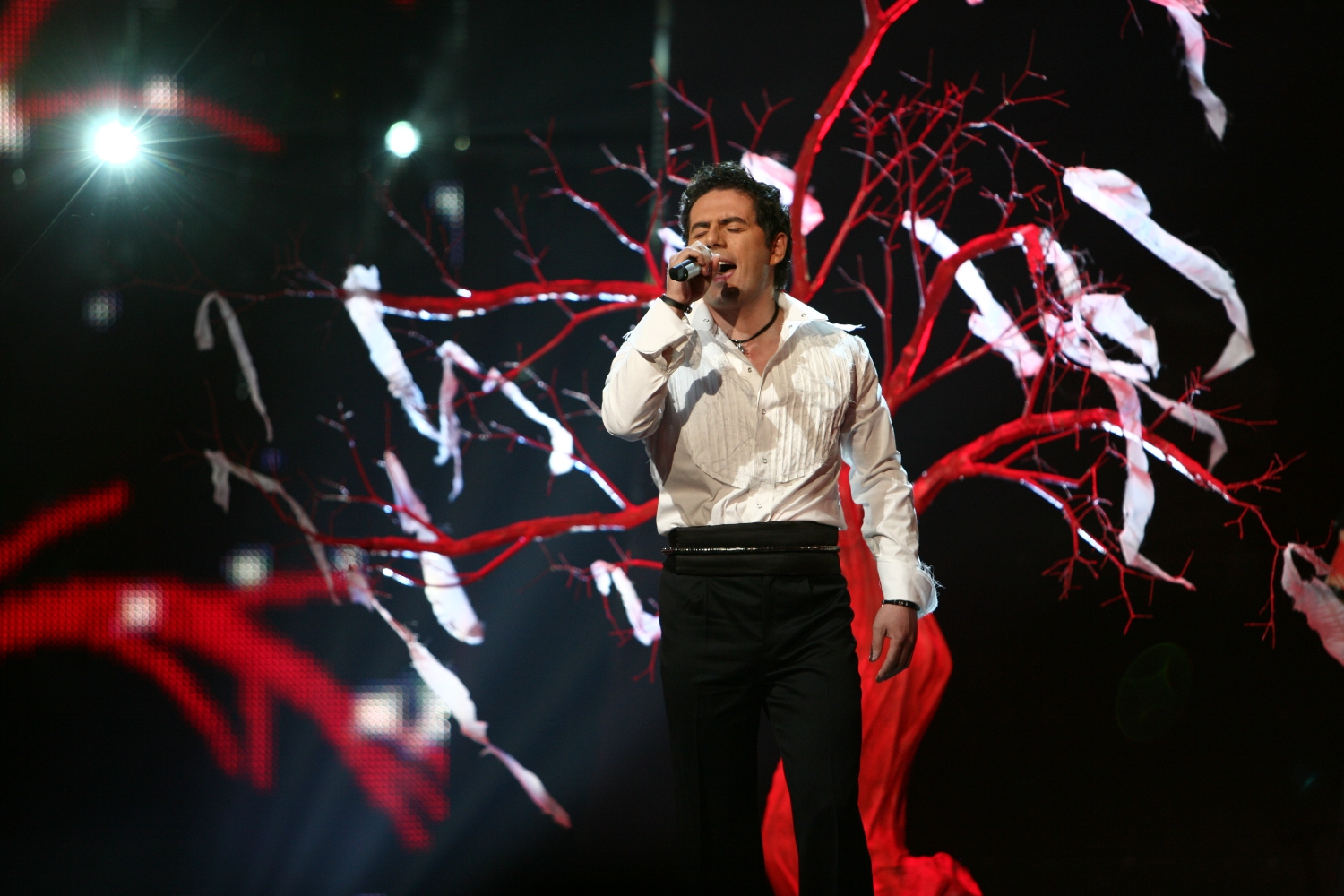
Hayko, Armenia
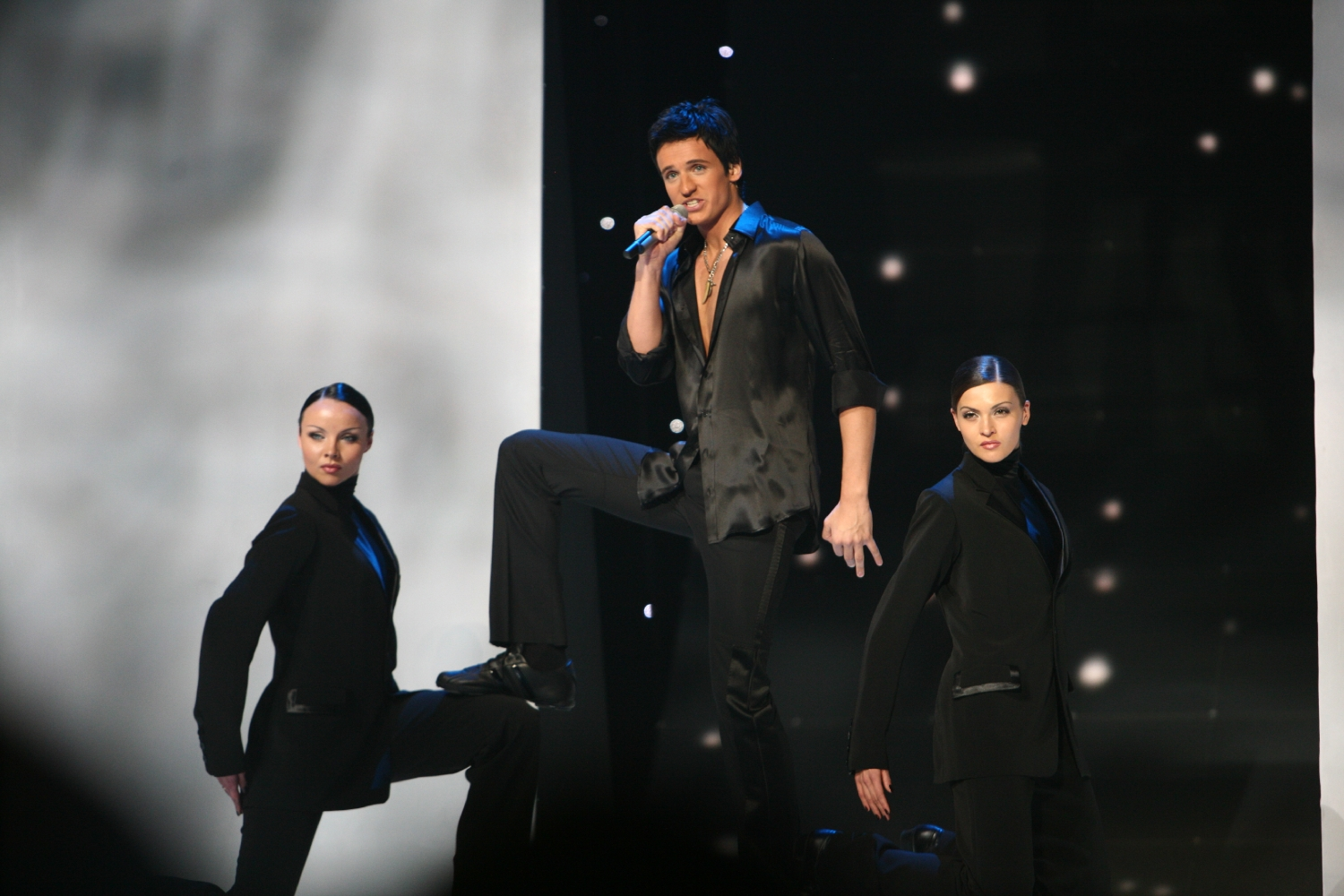
Dmitri Koldun, Belarus
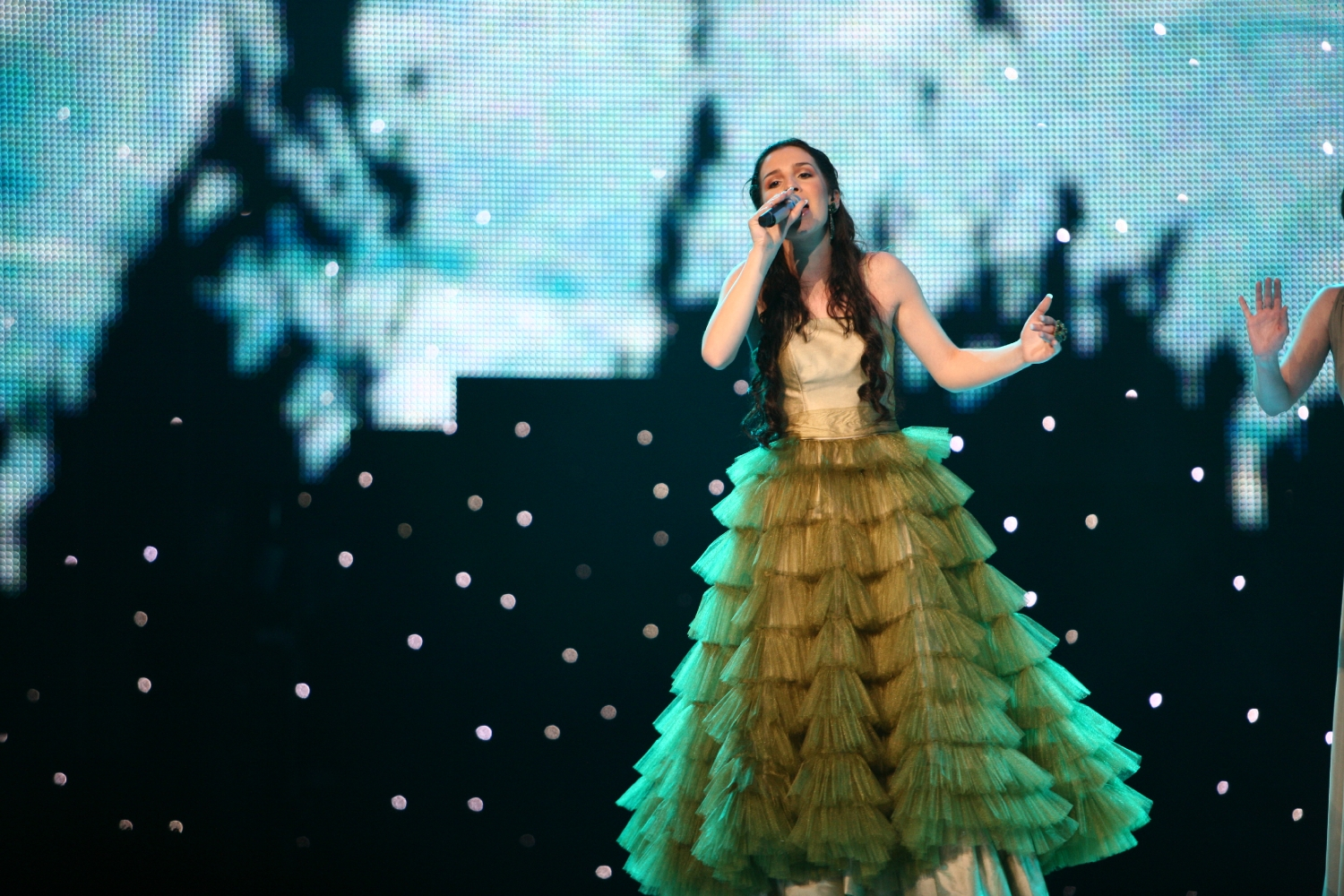
Marija Šestić, Bosnia & Herzegovina
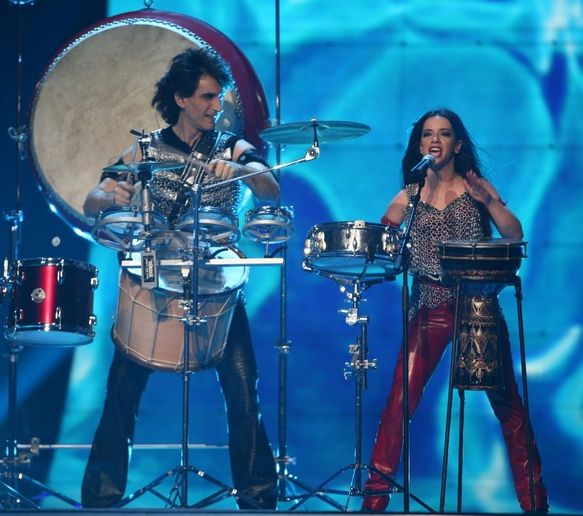
Elița Todorova & Stoian Iankulov, Bulgaria
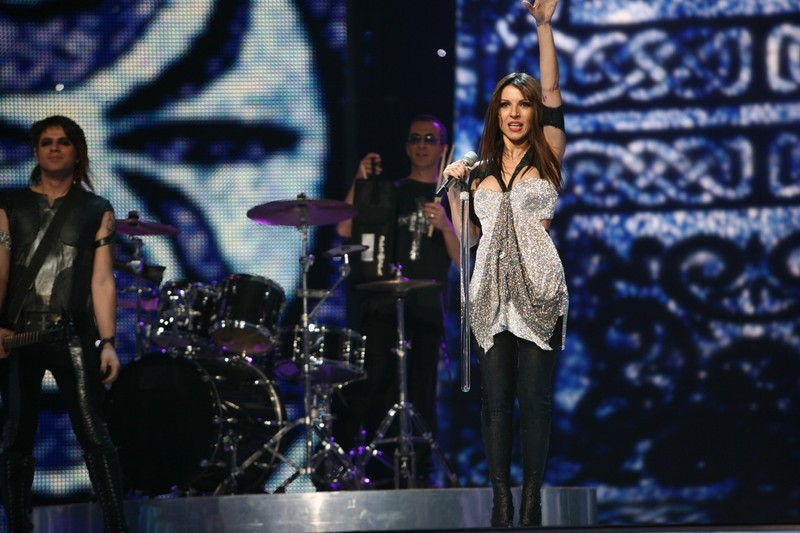
Evridiki, Cipru
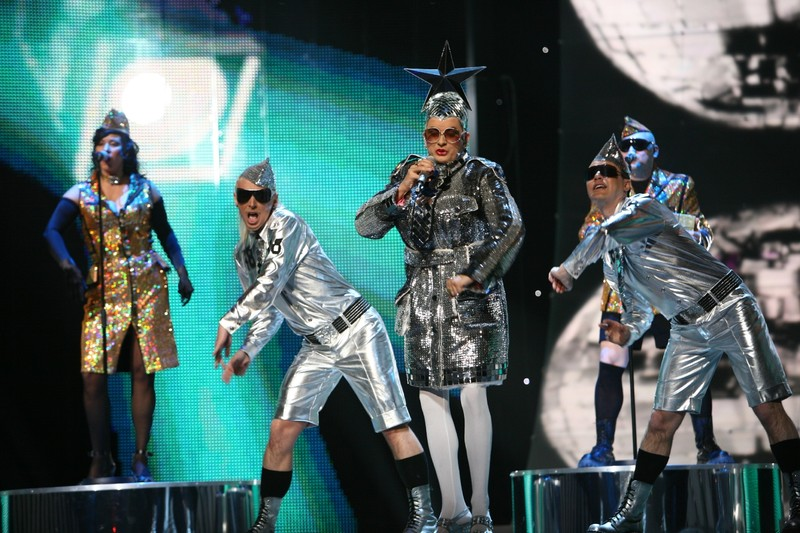
Verka Serdiucika, Ucraina